# Amblyoponinae
Amblyoponinae (лат.)  — подсемейство примитивных мелких тропических муравьёв (длиной около 3—6 мм) в составе семейства Formicidae.

## Распространение
Пантропика, а также на юге умеренных широт.

## Описание
Глаза мелкие или отсутствуют, расположены позади средней линии боков головы; передний край клипеуса со специализированными зубцевидными сетами; промезонотальный шов подвижный; петиоль очень широко прикреплён к 3-му абдоминальному сегменту и без отчётливой задней поверхности; постпетиоль отсутствует; жало имеется и хорошо развито.

## Систематика
Включает наиболее примитивных современных муравьёв. Всего около 150 видов и 10 родов. Впервые выделено в 1893 году швейцарским мирмекологом Огюстом Форелем. С 1953 года рассматривалось в качестве понериновой трибы Amblyoponini (Ponerinae, Brown, 1953). По данным Болтона (Bolton, 2003), восстановившего это подсемейство в 2003 году, являются членами Понероморфной группы муравьёв «The poneromorph subfamilies» (Amblyoponinae, Ectatomminae, Heteroponerinae, Paraponerinae, Ponerinae, Proceratiinae). 

### Классификация
- Amblyoponinae  Forel, 1893
  - Amblyoponini  Forel, 1893
    - Adetomyrma Ward, 1994
    - Amblyopone Erichson, 1842
    - †Casaleia Pagliano & Scaramozzino, 1990
    - Fulakora Mann, 1919 (ранее в Stigmatomma)[1]
      - = Paraprionopelta Kusnezov, 1955[2]
      - = Ericapelta Kusnezov, 1955

    - Myopopone Roger, 1861
    - Mystrium Roger, 1862
    - Onychomyrmex Emery, 1895
    - Prionopelta Mayr, 1866
      - = Concoctio Brown, 1974[2]

    - Stigmatomma Roger, 1859
      - = Bannapone Xu, 2000[2]

    - Xymmer Santschi, 1914 (Xymmer muticus)

### Исключённые таксоны
- Apomyrma Brown, Gotwald & Levieux, 1970 (с 2014 в составе Apomyrminae)[3]
- Opamyrma Yamane, Bui & Eguchi, 2008 (с 2016 составе Leptanillinae)[2]

Фронтальный вид головы Amblyoponinae
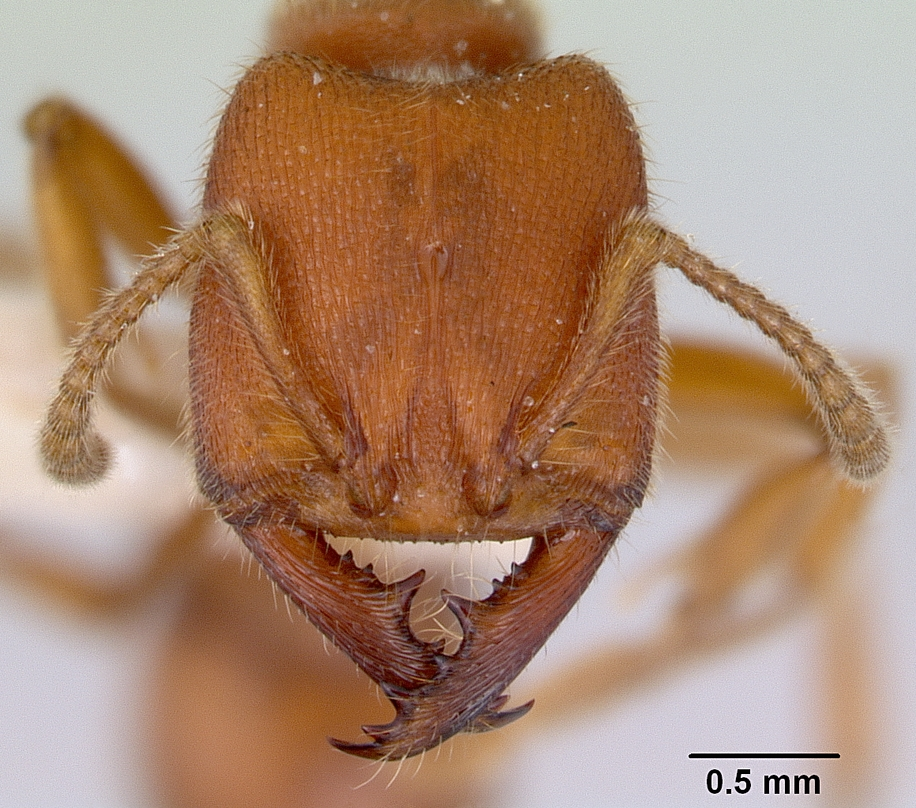
Amblyopone
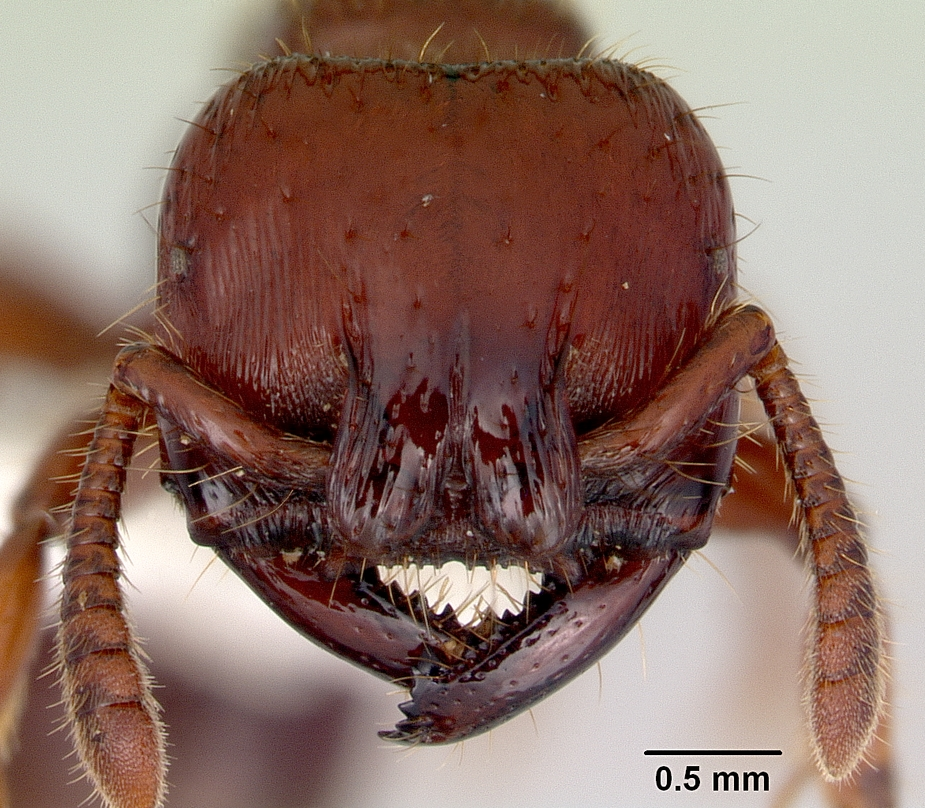
Myopopone
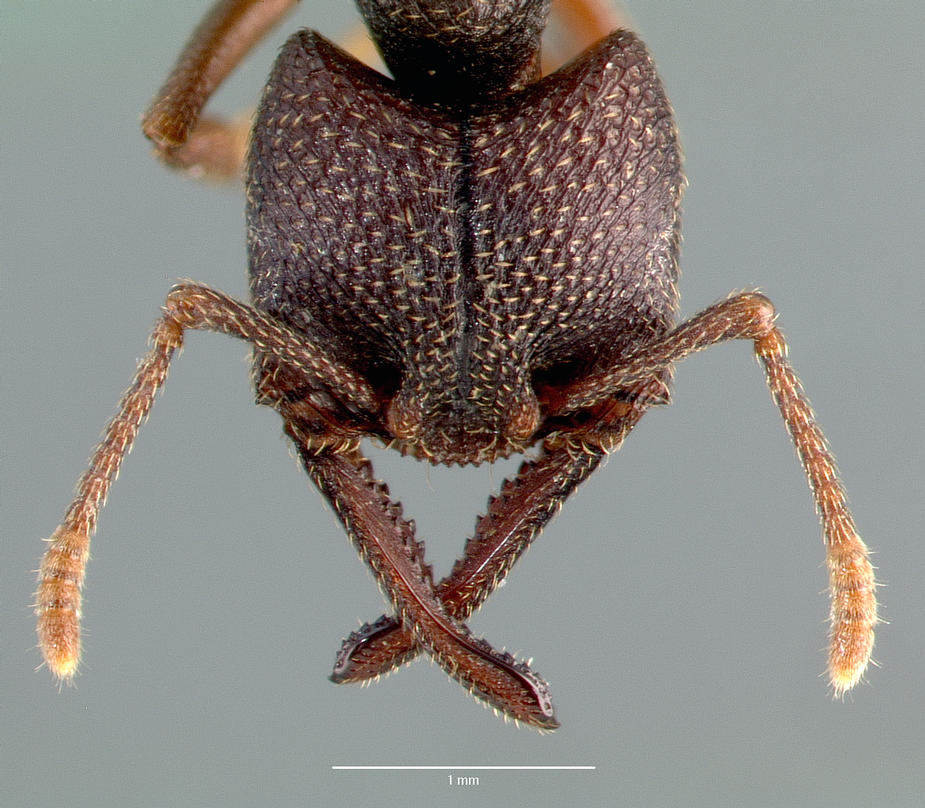
Mystrium rogeri
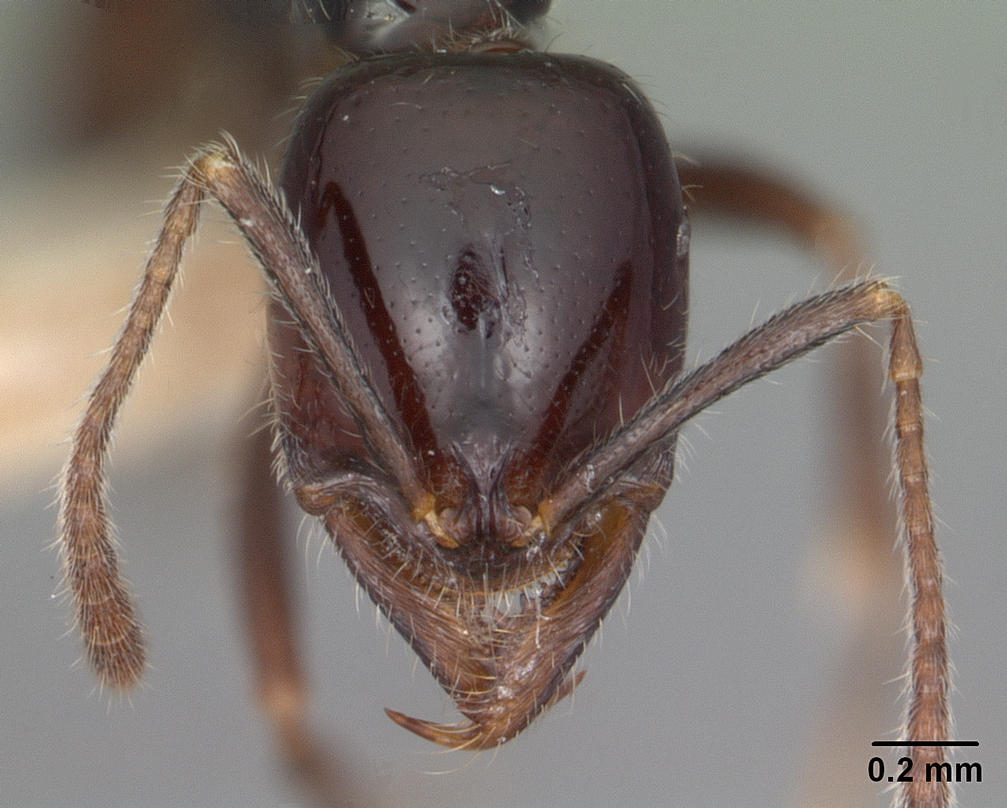
Onychomyrmex hedleyi
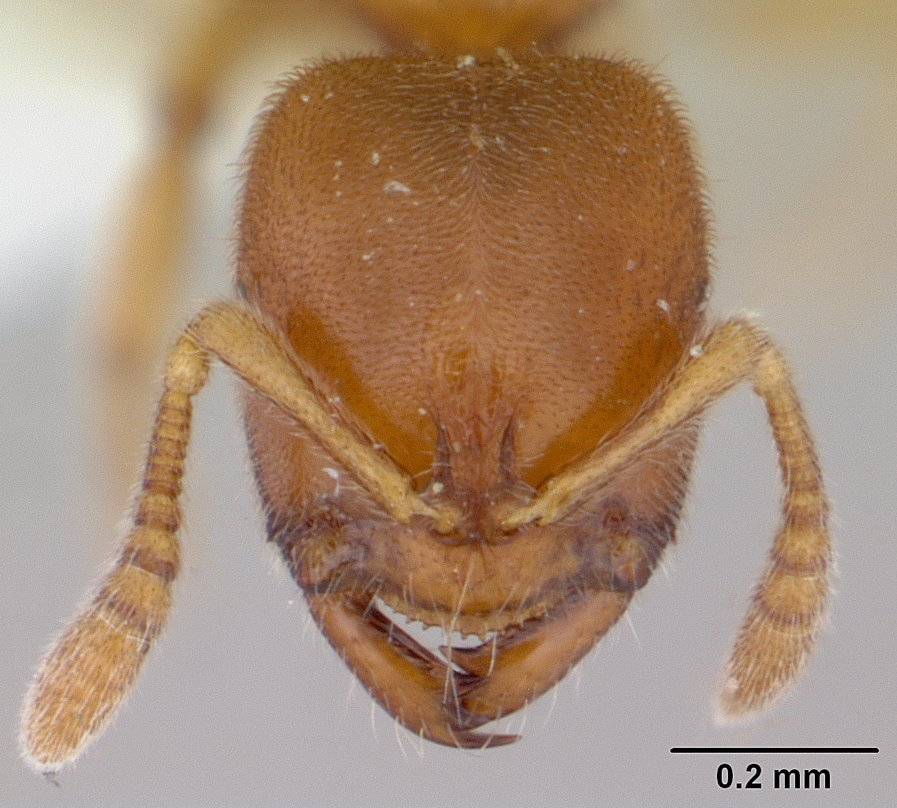
Prionopelta modesta